# Plantago malato-belizii
Plantago malato-belizii é uma espécie de planta com flor pertencente à família Plantaginaceae. 
A autoridade científica da espécie é Lawalr, tendo sido publicada em Boletim da Sociedade Broteriana, sér. 2 33: 183. 1959.

## Portugal
Trata-se de uma espécie presente no território português, nomeadamente no Arquipélago da Madeira.
Em termos de naturalidade é endémica da região atrás referida.

## Protecção
Encontra-se protegida por legislação portuguesa ou da Comunidade Europeia, nomeadamente pelo Anexo II e IV da Directiva Habitats e pelo Anexo I da Convenção sobre a Vida Selvagem e os Habitats Naturais na Europa.